# Jonathan Hickman
Jonathan Hickman (ur. 3 września 1972) – amerykański scenarzysta i artysta komiksowy. Jest znany ze stworzenia takich komiksów dla wydawnictwa Image Comics jak The Nightly News, The Manhattan Projects i East of West, a także z pracy dla wydawnictwa Marvel Comics nad takimi tytułami, jak Fantastyczna Czwórka i S.H.I.E.L.D.

## Kariera
Zaprojektował okładki dla wydawnictwa Virgin Comics, przede wszystkim dla tytułów „Gamekeeper” Andy’ego Diggle’a i „Seven Brothers” Gartha Ennisa.
Dla Image napisał następujące serie: The Dying and the Dead, The Black Monday Murders, Pax Romana; Red Mass for Mars (z Ryanem Bodenheimem), Transhuman (z J. M. Ringuetem), The Red Wing, East of West oraz Decorum.
12 lutego 2008 r. na stronie iFanboy zacząłukazywać się felieton Hickmana zatytułowany „Concentric Circles”.
Współpracował z Brianem Michaelem Bendisem i Tomem Brevoortem nad serią Secret Warriors. Później napisał limitowaną serię S.H.I.E.L.D. dla wydawnictwa Marvel.
W 2012 roku Hickman zakończył swoją serię w ramach Fantastic Four, aby napisać The Avengers i The New Avengers w ramach wznowienia projektu „Marvel NOW!”. W 2013 napisał sześcioczęściową miniserię „Infinity”. W 2015 wydawnictwo Marvel wydało jego crossover Secret Wars.
W 2019 r. Hickman powrócił do Marvela, aby poprowadzić franczyzę X-Men, rozpoczynając od dwóch miniserii zatytułowanych House of X i Powers of X. Po nich przyszła kolej na serię Dawn of X, ogłoszoną podczas panelu „The Next Big Thing” podczas San Diego Comic-Con 2019 r. Inicjatywa ta miała na celu opowiedzenie historii X-Menów z nowym status quo wymyślonym przez Hickmana, przy czym wszystkie zespoły współpracują pod jego ścisłym nadzorem.

## Nagrody i nominacje
- 2008: Nominowany do Nagrody Eisnera w kategorii „Best Limited Series” za „Nightly News”[2]
- 2011: Nominowany do Nagrody Harveya w kategorii „Best Continuing or Limited Series” za „Fantastic Four”[3]
- 2013: Nominowany do Nagrody Eisnera w kategorii „Best Continuing Series” i „Best Writer” za The Manhattan Projects[4]
- 2014: Nominowany do Nagrody Eisnera w kategorii „Best Continuing Series” za East of West i w kategorii „Best Writer” za East of West, The Manhattan Projects, Avengers i Infinity[5]